# Dweir al-Shaykh Saad
Dweir al-Shaykh Saad (tiếng Ả Rập: دوير الشيخ سعد) là một ngôi làng Syria ở huyện Tartus thuộc tỉnh Tartus. Theo Cục Thống kê Trung ương Syria (CBS), Dweir al-Shaykh Saad có dân số 4.117 trong cuộc điều tra dân số năm 2004.